# Episodi di Un salto nel buio (prima stagione)
La prima stagione della serie televisiva Un salto nel buio, composta da 24 episodi, è andata in onda negli Stati Uniti dal 29 ottobre 1983, data di trasmissione dell'episodio pilota, al 4 agosto 1985 in Syndication.
In Italia è stata trasmessa a partire dall'aprile 1988 su Odeon TV, senza seguire l'ordine cronologico degli episodi originali.
| nº | Titolo originale               | Titolo italiano         | Prima TV USA      | Prima TV Italia |
| -- | ------------------------------ | ----------------------- | ----------------- | --------------- |
| 1  | Trick or Treat                 | Il primo penny          | 29 ottobre 1983   | 19 luglio 1988  |
| 2  | The New Man                    | Chi è questo bambino?   | 30 settembre 1984 | 16 luglio 1988  |
| 3  | I'll Give You a Million        | Un'anima in vendita     | 7 ottobre 1984    |                 |
| 4  | Pain Killer                    | L'antinevralgico        | 14 ottobre 1984   |                 |
| 5  | The Odds                       | La scommessa            | 21 ottobre 1984   | 14 luglio 1988  |
| 6  | Mookie and Pookie              | I due gemelli           | 4 novembre 1984   |                 |
| 7  | Slippage                       | Dimensione vuoto        | 11 novembre 1984  | 9 luglio 1988   |
| 8  | Inside the Closet              | Dentro l'armadio        | 21 novembre 1984  | 26 giugno 1988  |
| 9  | The Word Processor of the Gods | Un computer per vivere  | 25 novembre 1984  | 19 giugno 1988  |
| 10 | A Case of the Stubborns        |                         | 2 dicembre 1984   |                 |
| 11 | Djinn, No Chaser               | Il genio della lampada  | 13 gennaio 1985   |                 |
| 12 | All a Clone by the Telephone   | Telefono nemico         | 20 gennaio 1985   | 13 luglio 1988  |
| 13 | In the Cards                   | Le carte maledette      | 27 gennaio 1985   | 20 luglio 1988  |
| 14 | Anniversary Dinner             | Cena per l'anniversario | 3 febbraio 1985   | 21 luglio 1988  |
| 15 | Snip, Snip                     | Taglio perfetto         | 10 febbraio 1985  | 23 luglio 1988  |
| 16 | Answer Me                      | Squilli mortali         | 17 febbraio 1985  | 26 luglio 1988  |
| 17 | The Tear Collector             | Il collezionista        | 24 febbraio 1985  | 4 aprile 1988   |
| 18 | The Madness Room               | La camera della follia  | 5 maggio 1985     |                 |
| 19 | If the Shoes Fit...            | Un candidato buffone    | 12 maggio 1985    | 23 maggio 1988  |
| 20 | Levitation                     | Levitazione             | 19 maggio 1985    | 30 maggio 1988  |
| 21 | It All Comes Out in the Wash   | La lavanderia cinese    | 26 maggio 1985    | 6 giugno 1988   |
| 22 | Bigalow's Last Smoke           | L'ultima sigaretta      | 9 giugno 1985     |                 |
| 23 | Grandma's Last Wish            | L'ultimo desiderio      | 16 giugno 1985    | 27 luglio 1988  |
| 24 | The False Prophet              | Il falso profeta        | 4 agosto 1985     | 16 maggio 1988  |

## Il primo penny
- Titolo originale: Trick or Treat
- Diretto da: Bob Balaban
- Scritto da: George A. Romero
- Interpretato da: Barnard Hughes (Gideon Hackles), I. M. Hobson (Mr. Bindle), Max Wright (Mr. Bundle), Joe Ponazecki (Atticus Kimble), Knowl Johnson (Billy Kimble), Brenda Currin (Sarah Kimble), Eddie Jones (Victor Muldoon), Patrick Wilcox (Timmy Muldoon), Eevin Hartsough (Bessie), Nancy Ellen Sutherland (la mamma di Bessie), Jessica Carroll e Joshua Miller (i figli di Rickert), Frances Chaney (la strega), Bill McNulty (il pirata), Ed French (il diavolo)

### Trama
Gideon Hackles è un avido commerciante in una piccola cittadina di campagna. Gran parte degli abitanti della zona gli deve soldi, sotto forma di cambiali, che Hackles mette in palio la sera di Halloween; i figli di coloro che hanno un debito con lui possono cercare in tutta la casa: se riuscissero a trovare le cambiali, allora il debito dei propri genitori verrebbe condonato. Hackles però ha disseminato la casa di trappole, per spaventare i bambini e impedire che trovino il "malloppo". Arriva Halloween e la caccia comincia, ma dopo aver spaventato i primi bambini che si sono avventurati in casa, ecco che alla porta si presenta una strega vera.

## Chi è questo bambino?
- Titolo originale: The New Man
- Diretto da: Frank De Palma
- Scritto da: Mark Durand, da una novella di Barbara Owens
- Interpretato da: Vic Tayback (Alan Coombs), Chris Hebert (Jerry), Paul Jenkins (Brad Johnson), Kelly Jean Peters (Sharon Coombs), Billy Jacoby (Petey Coombs), Jon Jacobs (Roger)

### Trama
Alan Coombs è un agente immobiliare; dopo aver concluso un affare si accinge a tornare a casa dal lavoro, quando gli si presenta davanti un bambino, Jerry, che sostiene di essere suo figlio. Alan non lo conosce, e se ne va, ma quando arriva a casa lo ritrova tra i suoi familiari, moglie e figlio, i quali lo riconoscono rispettivamente come figlio e fratello. Il fatto che Alan non lo conosca crea malumore e sconcerto, e la disputa con i familiari lo porta in uno stato di prostrazione, fino a perdere il lavoro e a essere abbandonato dalla famiglia.

## Un'anima in vendita
- Titolo originale: I'll Give You a Million
- Diretto da: John Harrison
- Scritto da: John Harrison (soggetto), Mark Durand e David Spiel (sceneggiatura)
- Interpretato da: Keenan Wynn (Duncan Williams), George Petrie (Jack Blaine), Michael Freeman (Richards), Bradley Fisher (il diavolo)

### Trama
Duncan Williams e Jack Blaine, due anziani ed eccentrici milionari, sono soliti approfittarsi delle debolezze altrui per realizzare lucrosi affari. Williams pensa di fregare l'amico chiedendogli l'anima in cambio di 1 milione di dollari, ben sapendo che avrà presto il suo tornaconto. Blaine infatti accetta, pensando a sua volta di ottenere un facile guadagno, visto che non crede all'esistenza né dell'anima né dell'aldilà. Firma così un contratto con Williams, che lo paga subito; ma il contratto contiene alcuni cavilli, uno dei quali afferma che se dovesse morire prima il compratore senza aver preso possesso dell'anima, il contratto risulterà nullo. Quando il medico gli dà poche settimane di vita, Blaine, terrorizzato di fronte alla prospettiva di morte, si presenta da Williams chiedendo di annullare il contratto, ma il compratore è irremovibile. Blaine arriva così al punto da offrire indietro il milione preso, aggiungendo un milione di tasca propria, pur di annullare il contratto. Il diavolo, alla fine, saprà dirimere la questione.

## L'antinevralgico
- Titolo originale: Pain Killer
- Diretto da: Armand Mastroianni
- Scritto da: Haskell Barkin
- Interpretato da: Lou Jacobi (Harvey Turman), Peggy Cass (Nadine Turman), Farley Granger (Dott. Roebuck), Fay Sappington (Mrs. Anne Tracey)

### Trama
Harvey Turman, un uomo di mezza età, ha un malore improvviso: un forte dolore alla schiena che lo immobilizza. Costretto a passare la notte sul pavimento della cucina, dove ha avuto il malore, gli sembra di vedere fuori dalla finestra un uomo che lo guarda. Il giorno seguente, assieme alla moglie Nadine, si reca dal dott. Roebock, che sembra essere proprio lui la persona vista da Harvey la notte precedente. La cura del dott. Roebock subito fa effetto, ma poco tempo dopo Harvey si blocca nuovamente. Il dottore stabilisce che il suo male è lo stress causato dalla moglie Nadine, e l'unica cura è quella di eliminarla. Quando Nadine è vittima di un incidente, la salute di Harvey migliora, ma il prezzo della cura si rivelerà molto alto.

## La scommessa
- Titolo originale: The Odds
- Diretto da: James Steven Sadwith
- Scritto da: Carole Lucia Satrina (soggetto), James Steven Sadwith (sceneggiatura)
- Interpretato da: Danny Aiello (Tommy Vale), Tom Noonan (Bill Lacey), Robert Weil (Horace Chadway), Anthony Bishop (Bill il barista), William Magerman (un ubriaco), Mario Todisco (un mafioso), Michael Quill (l'uomo di Lacey)

### Trama
Tommy Vale è un allibratore che si vanta di aver sempre accettato qualsiasi scommessa. Un giorno gli compare davanti un uomo che scommette una forte somma su di un cavallo poco quotato, il quale inaspettatamente vince. Una seconda scommessa simile viene vinta dall'uomo, che si rivela essere Bill Lacey, suicidatosi tempo prima dopo aver perso una scommessa e ora ritornato in qualche modo da Vale per avere vendetta. La scommessa seguente è sulla vita stessa di Vale, il quale non si perde d'animo e accetta, fiducioso di vincere e di battere Lacey e le forze diaboliche che lo sostengono.

## I due gemelli
- Titolo originale: Mookie and Pookie
- Diretto da: Timna Ranon
- Scritto da: Marc Fields, Dan Kleinman (soggetto), Dan Kleinman (sceneggiatura)
- Interpretato da: Justine Bateman (Susan "Pookie" Anderson), Ron Asher (Kevin "Mookie" Anderson), Tippi Hedren (Ruth Anderson), George Sims (Harold Anderson), Neil Kinsella (il corriere)

### Trama
Susan "Pookie" e Kevin "Mookie" Anderson sono due fratelli gemelli, molto legati. Mookie è un genio del computer, ma è gravemente ammalato, e chiede a Pookie di finire il programma che sta sviluppando, dandole un manuale di istruzioni. Quando Mookie muore, Pookie, seppur riluttante, finisce il lavoro del fratello, e ben presto si rende conto che l'intelligenza e la personalità di Mookie sono state riversate all'interno del computer, il quale può comunicare tramite un sintetizzatore vocale. La prima a convincersi è la madre, Ruth, ma il padre, incredulo, decide di disfarsi del computer per il bene della figlia.

## Dimensione vuoto
- Titolo originale: Slippage
- Diretto da: Michael Gornick
- Scritto da: Marc Durand, da una novella di Michael P. Kube-McDowell
- Interpretato da: David Patrick Kelly (Richard Hall), Philip Casnoff (Chris Wood), Kerry Armstrong (Elaine Anderson Hall), David Lipman (Mr. Blake), Harriet Rogers (Mrs. Hall), Ruth Miller (segretaria)

### Trama
Richard e Chris sono due grafici pubblicitari, colleghi di lavoro, i quali stanno per cambiare ditta, ma mentre Chris è pronto per il trasferimento, a Richard vengono smarriti i documenti necessari. Non è l'unico contrattempo che subisce: non gli viene recapitata la sua busta paga, l'associazione degli ex studenti del suo college si dimentica di avvisarlo di un raduno. Piano piano Richard si rende conto di scivolare in una specie di limbo e di uscire dalla vita e dalla memoria delle altre persone, comprese la moglie Elaine e la madre.

## Dentro l'armadio
- Titolo originale: Inside the Closet
- Diretto da: Tom Savini
- Scritto da: Michael McDowell
- Interpretato da: Fritz Weaver (Dr. Fenner), Roberta Weiss (Gail Aynsley)

### Trama
Gail Aynsley è una studentessa che prende in affitto una stanza presso l'abitazione del dottor Fenner. La stanza era occupata dalla figlia, morta da anni; al suo interno vi è un piccolo armadio a muro, chiuso, la cui chiave è stata smarrita da molto tempo. Una sera Gail sente alcuni rumori provenire dall'armadio; dopo qualche giorno riesce ad aprirlo e piazza una trappola per topi. Inspiegabilmente, quando il dottor Fenner è presente, la porta è bloccata e non si riesce ad aprire, al contrario di ciò che capita quando è presente la sola Gail. Alla fine Gail scoprirà chi dimora all'interno dell'armadio.

## Un computer per vivere
- Titolo originale: The Word Processor of the Gods
- Diretto da: Michael Gornick
- Scritto da: Michael McDowell, da una novella di Stephen King
- Interpretato da: Bruce Davison (Richard Hagstrom), Karen Shallo (Lina Hagstrom), Bill Cain (Tom Nordhoff), Patrick Piccininni (Seth Robert Hagstrom), Jon Shear (Jonathan), Miranda Beeson (Belinda)

### Trama
Richard Hagstrom è uno scrittore, con una moglie scorbutica e dedita al Bingo e un figlio pigro e svogliato, interessato solo a strimpellare la chitarra elettrica. Un giorno riceve la visita di Tom Nordhoff, un vicino di casa del fratello, morto insieme alla moglie Belinda e al figlio Jonathan in un incidente stradale. Nordhoff gli porta un personal computer, realizzato con soli 30 dollari dal nipote Jonathan, poiché Richard non aveva fondi sufficienti ad acquistarne uno. La cognata Belinda era stata la prima fiamma di Richard, e il nipote era un ragazzo molto intelligente e premuroso. Richard piazza il computer sulla sua scrivania e comincia a utilizzarlo, scoprendo ben presto che le funzioni "Cancella" ed "Esegui" presenti sulla sua tastiera corrispondono ad azioni reali. Dopo aver fatto apparire 12 Dobloni d'oro, capisce che con quel computer può sistemare la sua vita in un modo completamente diverso.

## A Case of the Stubborns
- Diretto da: Jerry Smith
- Scritto da: Robert Bloch (soggetto), James Houghton (sceneggiatura)
- Interpretato da: Eddie Bracken (Titus Tolliver), Christian Slater (Jody Tolliver), Barbara Eda-Young (Ma Tolliver), Bill McCutcheon (Dr. Snodgrass), Brent Spiner (Reverendo Peabody), Tresa Hughes (donna del Vudù), Cynthia Windham (una donna)

### Trama
Il vecchio Titus Tolliver è deceduto e la figlia e il nipote Jodie siedono in cucina e pregano per lui. Inaspettatamente, Titus scende le scale e si siede a tavola con loro, affamato. Ben presto appare chiaro che lui in effetti è morto, ma a causa della sua enorme testardaggine non vuole ammetterlo, e più passa il tempo, più il suo aspetto esteriore si modifica, perché il suo corpo comincia a decomporsi. A nulla valgono le parole del dottor Snodgrass e del reverendo Peabody: Titus non si convince. La signora Tolliver allora manda Jody da una donna, maestra del Vudù, affinché escogiti un modo per far rendere evidente a Titus il suo stato di cadavere.

## Il genio della lampada
- Titolo originale: Djinn, No Chaser
- Diretto da: Shelley Levinson
- Scritto da: Haskell Barkin, da una novella di Harlan Ellison
- Interpretato da: Charles Levin (Danny Squires), Colleen Camp (Connie Squires), Kareem Abdul-Jabbar (il Genio, Jan Bin Jan), Nate Esformes (Mohandus Mukhar)

### Trama
Danny e Connie Squires passeggiano per una via, intenti a far compere, quando compare dal nulla una tenda, nella quale vi è un mercante, tal Mohandus Mukhar. Connie si innamora di una vecchia lampada che Danny acquista, e poco dopo la tenda scompare. Come nella migliore tradizione, Connie a casa strofina la lampada per pulirla e libera così il Genio della lampada, il quale però è tutt'altro che servizievole, e invece di accontentare i desideri dei due malcapitati comincia a far loro dei dispetti.

## Telefono nemico
- Titolo originale: All a Clone by the Telephone
- Diretto da: Frank De Palma
- Scritto da: Haskell Barkin
- Interpretato da: Harry Anderson (Leon), Dick Miller (Seymour Furman), Marcie Barkin (Dolores), Tom Newman (Quentin Karp), David Eastman (l'autista)

### Trama
Leon è un giovane sceneggiatore perennemente alla ricerca di una scrittura. Un giorno decide di dotarsi di una segreteria telefonica, e in seguito ad alcune strane disavventure scopre che essa ha una vita propria: al suo interno "vive" un suo alter ego, facente parte di un universo alternativo, cioè quello composto da tutti gli apparati simili presenti nel mondo. Leon decide di staccare la macchina, ma per vendetta le altre segreterie cominciano a bombardarlo di chiamate. Una mattina riceve una chiamata dal suo agente, Seymour Furman: il noto produttore Quentin Karp vuole realizzare una mini-serie scritta da lui. Leon si reca da Karp e scopre che l'idea della serie è stata lasciata da lui stesso in un messaggio sulla segreteria telefonica di Karp. Leon capisce che l'idea è del suo alter ego, corre a casa e lo collega nuovamente alla linea, pronto a fare qualsiasi cosa pur di sapere quale sia l'idea in questione.

## Le carte maledette
- Titolo originale: In the Cards
- Diretto da: Ted Gershuny
- Scritto da: Carole Lucia Satrina (soggetto), Ted Gershuny (sceneggiatura)
- Interpretato da: Dorothy Lyman (Catherine Daly), Carmen Mathews (Madame Marlena), Johann Carlo (Iris), Teri Keane (Esther), Wood Romoff (Isaac), Rosanna Carter (Mrs. McNeill), Arthur Pierce (il rapinatore)

### Trama
Catherine Daly pratica l'arte della cartomanzia; pur essendo per lei una professione, ella non crede realmente al potere delle carte. Un giorno riceve la visita di una sua concorrente, Madame Marlena, che si presenta a lei in incognito e, non vista, le sostituisce il mazzo di carte. Da quel momento le carte mostrano sventure che puntualmente si avverano, quasi come se esse volessero vendicarsi dello scetticismo e della superficialità di Catherine.

## Cena per l'anniversario
- Titolo originale: Anniversary Dinner
- Diretto da: John Strysik
- Scritto da: James Houghton, da una novella di D.J. Pass
- Interpretato da: Alice Ghostley (Elinor Colander), Mario Roccuzzo (Henry Colander), Fredrica Duke (Sybil), Michael Cedar (Mike)

### Trama
Henry ed Elinor Colander sono una tranquilla coppia che vive in una casa in campagna; essi stanno per festeggiare i 25 anni di matrimonio. Una mattina passa da loro una coppia di ragazzi, Mike e Sybil; mentre Mike mostra un atteggiamento sprezzante verso i due, la ragazza, Sybil, appare più mite e accomodante, ed Elinor la invita ad andare da loro, se ne avesse necessità. Poche ore dopo, Sybil si presenta dai due, spiegando che ha lasciato il ragazzo. I Colander sono felici di ospitarla, facendole fare un bagno in una bella vasca con idromassaggio, la quale però nasconde un segreto.

## Taglio perfetto
- Titolo originale: Snip, Snip
- Diretto da: Terence Calahan
- Scritto da: Howard Smith (soggetto), Howard Smith, Tom Allen (sceneggiatura)
- Interpretato da: Carol Kane (Annie McColl), Bud Cort (Abe North), Ed Kenney (il presentatore), Paul Micale (Phil)

### Trama
Abe North è un giovane e frustrato professore di algebra, il quale è dedito a pratiche occulte. Da queste pratiche ha ottenuto un certo potere, che vuole applicare a una lotteria; sicuro di possedere il biglietto vincente, si licenzia, ma la lotteria viene vinta da Annie McColl, una parrucchiera, che possiede un biglietto con il numero di serie consecutivo al suo. Abe si reca da lei per rubare il biglietto, ma qui scopre che anche Annie ha una solida pratica con le materie occulte.

## Squilli mortali
- Titolo originale: Answer Me
- Diretto da: Richard Friedman
- Scritto da: Michael McDowell, Dennis Schuetz (soggetto), Michael McDowell (sceneggiatura)
- Interpretato da: Jean Marsh (Joan Matlin)

### Trama
Joan Matlin è un'attrice pubblicitaria che si trova a New York in un appartamento subaffittato da una sua amica. Improvvisamente, in piena notte, viene svegliata da ripetuti squilli di telefono provenienti dall'appartamento adiacente, squilli che si ripetono più volte durante la notte, assieme a diversi colpi contro il muro, e ciò le impedisce di riposare. Il giorno dopo chiama prima la sua amica, e poi l'amministratore dello stabile e da lui scopre che l'appartamento adiacente è vuoto, in quanto la ragazza che lo abitava si è suicidata. Fattasi coraggio, entra nell'appartamento, che è stranamente aperto, per affrontare chi o che cosa abiti al suo interno.

## Il collezionista
- Titolo originale: The Tear Collector
- Diretto da: John Drimmer
- Scritto da: John Drimmer, Geoffrey Loftus, da una novella di Donald Olson
- Interpretato da: Jessica Harper (Prudence), Victor Garber (Ambrose Cavender), Linda Lee Johnson (Gretchen), Eric Bogosian (il barbone), Kay Walbye (una giovane), John Rothman (un giovane)

### Trama
Prudence è una ragazza triste e malinconica, che piange molto facilmente. Un giorno incontra per strada Ambrose Cavender, che le chiede di andarlo a trovare. I modi gentili e l'eleganza e la ricchezza mostrata da Cavender convincono Prudence, la quale si reca da lui. Cavender la fa sdraiare su un lettino e le chiede di piangere, per poter raccogliere le sue lacrime in un'ampolla; una volta che questa sarà piena, la tristezza abbandonerà Prudence, secondo Cavender.

## La camera della follia
- Titolo originale: The Madness Room
- Diretto da: John Hayes
- Scritto da: Thomas Epperson
- Interpretato da: Stuart Whitman (Edward Osborne), Therese Pare (Cathy Osborne), Nick Benedict (Michael Fox)

### Trama
Edward Osborne è un anziano e ricco uomo d'affari, sposato con Cathy, molto più giovane di lui. Una sera riceve la visita di Michael Fox, un suo dipendente; dopo aver disbrigato alcune pratiche lavorative, Cathy propone loro di fare una seduta spiritica utilizzando allo scopo una tavola ouija. L'intento è quello di evocare lo spirito di Benjamin Fairchild, il primo proprietario della casa dei coniugi Osborne, che un secolo prima venne ucciso dalla moglie, la quale subito dopo si suicidò gettandosi dalla finestra in un pozzo con il figlioletto in braccio. Lo spirito rivela l'esistenza di una camera nascosta, denominata "camera della follia", nella quale si verificò il terribile episodio e che in seguito venne murata e cancellata dalle mappe. I tre decidono quindi di cercare la camera, seguendo le indicazioni dello spirito.

## Un candidato buffone
- Titolo originale: If the Shoes Fit...
- Diretto da: Armand Mastroianni
- Scritto da: Louis Haber (soggetto), David Gerrold, Armand Mastroianni (sceneggiatura)
- Interpretato da: Dick Shawn (Bo Gumbs), John Zarchen (Peter), Catherine Anne Hayes (Mimì), Harry Goz (Louie Farnum)

### Trama
Bo Gumbs, un candidato alla carica di Governatore, scende in un hotel. Qui spiega al fattorino, Peter, che la politica, secondo lui, in realtà non è nient'altro che spettacolo, un modo per far divertire la gente. In seguito manda a far lavare e stirare il vestito, e questo gli ritorna diverso, almeno ai suoi occhi: i pantaloni enormi, la giacca con un enorme farfallino e il fiore all'occhiello che spruzza acqua, e le sue scarpe sono diventate lunghe, proprio come quelle di un clown.

## Levitazione
- Titolo originale: Levitation
- Diretto da: John Harrison
- Scritto da: David Gerrold, da una novella di Joseph Payne Brennan
- Interpretato da: Joe Turkel (Kharma), Brad Cowgill (Frank), Anthony Thompkins (Ernie), Cynthia Frost (Flora), John Marzilli (giostraio)

### Trama
Frank ed Ernie, due ragazzi, si recano in un modesto Luna Park di periferia per assistere allo spettacolo di Kharma, un prestigiatore che in passato aveva realizzato un numero di levitazione degno del grande maestro Harry Houdini. Frank è un grande estimatore di Kharma, ma rimane deluso dallo spettacolo, che presenta numeri ordinari, in grado di essere eseguiti da qualunque altro prestigiatore. Dopo lo spettacolo Frank cerca Kharma per chiedergli perché non esegue più il numero per cui divenne famoso; il motivo lo scoprirà personalmente nello spettacolo successivo.

## La lavanderia cinese
- Titolo originale: It All Comes Out in the Wash
- Diretto da: Frank De Palma
- Scritto da: Harvey Jacobs
- Interpretato da: Vince Edwards (Henry Gropper), James Hong (Chow Ting), Ellen Winthrop (Ginger)

### Trama
Henry Gropper, un uomo d'affari senza scrupoli, si reca presso la lavanderia gestita da Chow Ting. Questa è in grado di fornire un servizio speciale: può lavare via, assieme allo sporco, anche i peccati del cliente. Gropper, dopo aver ordinato il servizio speciale, torna in ufficio, sentendosi libero di compiere azioni riprovevoli, sia negli affari che verso le persone, sicuro di ottenere il condono. La lavanderia ritarda però la consegna del bucato pulito, e Gropper, rompendo un patto, la chiama; la sorte deciderà così il suo destino.

## L'ultima sigaretta
- Titolo originale: Bigalow's Last Smoke
- Diretto da: Timna Ranon
- Scritto da: Ken Hanis, Craig Mitchell (soggetto), Michael McDowell (sceneggiatura)
- Interpretato da: Richard Romanus (Bigalow), Sam Anderson (Dr. Synapsis)

### Trama
Il signor Bigalow si sveglia come ogni mattina alle 7:30, e come ogni mattina per prima cosa cerca le sigarette nel comodino, ma non le trova. Comincia a cercarle dappertutto, e alla fine si rende conto di non trovarsi nel suo appartamento, bensì in una sua replica, con però sbarre alla porta e alle finestre. Alla televisione appare un volto enigmatico, che poi si rivelerà essere il dottor Synapsis, il quale lo tiene d'occhio e gli comunica che si trova lì per smettere di fumare: potrà uscire solamente se riuscirà in questo intento. Per provocarlo gli vengono date tutte le sigarette che vuole, ma se prova ad accenderne una si attiva un fastidioso allarme sonoro e visivo.

## L'ultimo desiderio
- Titolo originale: Grandma's Last Wish
- Diretto da: Warner Shook
- Scritto da: Jule Selbo
- Interpretato da: Jane Connell (La nonna), Paul Avery (Frank), Kate McGregor-Stewart (May), Kelly Wolf (Greta), Greg Itzin (Newton)

### Trama
In casa con Frank, May e la figlia Greta vive la madre di lui, un'anziana con problemi di deambulazione e di udito, e con qualche sintomo di demenza senile. La donna in gioventù faceva parte del cast del famoso spettacolo Ziegfeld Follies, ma ora si trascina in casa mal sopportata dagli altri familiari, i quali decidono di ricoverarla in una casa di riposo. La donna non può far altro che accettare, e i familiari le chiedono se ha un ultimo desiderio da esaudire durante l'ultima settimana che avrebbe vissuto con loro. Il desiderio viene espresso mentalmente, e pian piano viene esaudito.

## Il falso profeta
- Titolo originale: The False Prophet
- Diretto da: Jerry Cotts
- Scritto da: Larry Fulton (soggetto), Jule Selbo (sceneggiatura)
- Interpretato da: Ronee Blakley (Cassie Pines), Justin Deas (Heat Jones), Ann Hillary (Wanda Sue)

### Trama
In una piccola stazione di pullman arriva Cassie, una ragazza che è partita per il Texas sicura di trovare lì la sua anima gemella. Cassie è ossessionata dall'astrologia, e per partire ha consultato un nuovo tipo di veggente: una macchina denominata "Madame X" che le ha fatto un oroscopo personalizzato semplicemente introducendo alcune monetine. Grande è la sua sorpresa quando scopre che in quella piccola stazione è presente una macchina simile, un box denominato "Horace X". Cassie comincia a consultare ripetutamente la macchina, che le dice di non proseguire il viaggio e di stare attenta ai falsi profeti. Da lì a poco arriva tal Heat Jones, una specie di reverendo-predicatore che cerca di sedurla, ma Cassie preferisce seguire le indicazioni di Horace X.